# Campanya dita dels Cinc Anys (1392-1396)
La campanya dels Cinc Anys de Tamerlà fou una campanya militar de Tamerlà prevista per cinc anys i que després es va completar en quatre (1392-1396)
Timur estava a punt per l'inici de la campanya dita del Cinc Anys. El 15 de juny de 1392 va sortir en direcció a Bukharà. Portava el nou estendard que tenia un drac. Va arribar a Bukharà i va acampar l'1 de juliol de 1392 i es va posar malalt però va intentar aguantar. Va descampar però al arribar a Juidez es va agreujar. Va cridar a les dames i parents i al net Muhammad Sultan a la seva tenda ja que esperava morir aviat; Muhammad Sultan dirigia l'avantguarda de l'exèrcit i ja havia creuat el Jihun i va haver de tornar. Els metges no sabien que tenia i ho van provar tot sense èxit, si bé un metge de Bukharà, que utilitzava els mètodes d'Avicenna, sembla que fou qui va aconseguir salvar-lo. A la nit del 14 al 15 de juliol (anomenada nit de les patents) va començar a recuperar-se. Muhammad Sultan fou enviat altre cop a dirigir l'avantguarda; el 25 de juliol de 1392 Timur es va passejar a cavall. El 30 de juliol va començar a donar ordres a l'exèrcit. El 9 d'agost va acampar a Amuye. Hajji Saif al-Din fou enviat a Samarcanda i seguidament les dames de la cort i finalment el príncep Xah Rukh. El dia que aquest va marxar, Timur va creuar el Jihun.
Timur va passar per Makhan i Abiward i el 27 d'agost era a les muntanyes de Yassi Daban (entre Abiward i Astarabad) i es va dirigir a Ilgazigage i Kabuixan on es va reunir amb Muhammad Sultan que s'havia aturat allí; també eren allí Pir Muhammad, al front de l'exèrcit de Kunduz i l'amir Jahan Shah amb les del Bakelan. També hi havia la princesa Khan Zade, vídua de Jahangir. Va desacampar el 17 de setembre de 1392 i es va dirigir a Astarabad acampant a la vora del riu Gurgan. El cap religiós Sayyid Baraka li va portar a Sayyid Ghiyath al-Din, fill de Sayyid Kamal al-Din de Sari, que venia per pagar el tribut i demanava signar un tractat amb les condiciones que Timur volgués fixar. Timur el va rebre be i va considerar la proposta de tractat que se li feia. Poc després a Astarabad, Timur fou rebut per Pir Pirak, fill i successor de Lukman Padshah (al qual Timur havia concedit al tron a la mort del seu pare en data desconeguda però propera al 1390)
Les successives etapes de la campanya són les següents:
1. Guerra contra els Sayyids de Mazanderan (1392)
2. Incursió a l'Iraq Ajamita i Kurdistan (1393)
3. Campanya de Lur-i Kučik (1393)
4. Campanya del Khuzestan (1393)
5. Campanya de Fars (1393)
6. Extermini dels Muzaffàrides (1393)
7. Retorn a l'Iraq Ajamita (1393)
8. Virregnat de Takhi-i-Hulagu (1393)
9. Campanya contra els turcmans (1393)
10. Campanya de Bagdad (1393)
11. Campanya del Kurdistan i l'Iraq Arabí (1393)
12. Campanya de Kirkuk i Mossul (1393)
13. Mort de Umar Xaikh (1394)
14. Campanya del Diyar Bakr (1394)
15. Alatagh i Awnik (1394)
16. Homenatge de Tahartan d'Erzincan i rendició de Baiazet d'Aydin (1394)
17. Tercera expedició de Tamerlà a Geòrgia
18. Xah Rukh governador de Samarcanda (1394)
19. Quarta campanya de Tamerlà a Geòrgia (1394)
20. Pèrdua de Bagdad i reforçament otomà (1394)
21. Relacions amb la Xina Ming (1394)
22. Segona gran expedició contra Toktamix (1395)
23. Campanya del Caucas (1395)
24. Campanya contra els kara koyunlu (1395)
25. Relacions amb la Xina Ming (1395)
26. Tamerlà a Xirvan i a l'Azerbaidjan (1396)
27. Conquesta de Sirjan (1396)
28. Revoltes de Yadz i Nihawand (1396)
29. Retorn de Tamerlà a Samarcanda (1396)